# ホブソン・ソウザ・ドス・サントス
ホブソン・ソウザ（Robson Souza）ことホブソン・ソウザ・ドス・サントス（ポルトガル語: Robson Souza dos Santos、1982年8月19日 - ）は、ブラジルのサッカー選手。ポジションはMF。

## クラブ歴
ECヴィトーリアの下部組織に在籍した。ECバイーアで選手となった。2006年にKリーグの大田シチズンに移籍。翌年にはブラジルに戻った。

## 私生活
甥のハミレスもサッカー選手。